# Sois
Sois è una frazione del comune di Belluno posta sulla destra Piave in Valbelluna.

## Monumenti e luoghi d'interesse
Di particolare interesse la chiesa parrocchiale di Santa Maria Assunta del 1264 ampliata successivamente nella seconda metà del Cinquecento, che sorge su di una collina posta tra il paese di Sois e la piccola frazione di Antole. All'interno dell'edificio sacro è conservato un pregevole ciclo di pitture dedicate alla vita di Maria opera di Francesco Frigimelica il vecchio: tale ciclo pittorico è stato recentemente restaurato.
Al centro del paese sorge la piccola chiesa dello Spirito Santo costruita nella prima metà del Duecento e al cui interno è conservata una pala dedicata a San Gervasio, opera di Protasio Alchini (1668 - 1743).
Nella frazione di Mier sorge la quattrocentesca chiesa di San Vito con il suo interessante campanile a vela posto sopra il timpano della facciata: la tradizione narra che i bellunesi si recassero in pellegrinaggio in questo luogo sacro per guarire dall'insonnia o dal troppo sonno.
A nord del paese di Sois sono conservate delle antiche fornaci, esempio di archeologia industriale risalenti alla prima metà dell'Ottocento: le fornaci erano collegate alla città di Belluno da una linea ferroviaria a scartamento ridotto.

## Toponomastica
La frazione è costituita da cinque vie principali (via Sois, via Bios, via Mier, via A. Schiocchet e via Mares) e da due piazze (piazza S. Barozzi e piazza G. Catarossi).